# Antonella Ragno-Lonzi
Antonella Ragno (Venezia, 6 giugno 1940) è un'ex schermitrice italiana, specializzata nel fioretto.
Figlia d'arte, il padre Saverio Ragno conquistò alle Olimpiadi di Berlino la medaglia d'oro nella gara a squadre di Spada.

## Carriera
Si avvicina alla Scherma già adolescente, nel 1955, ma questo non le impedisce di mettere in mostra un grande talento. Nel 1958 vince il campionato italiano di 2ª cat.; lo stesso anno partecipa al suo primo mondiale, categoria "Giovani", e nel 1960 coglie la sua prima grande soddisfazione iridata con l'argento ai mondiali "Giovani" di Leningrado. Lo stesso anno si schiudono le porte della nazionale maggiore, fatto che le consentì partecipare alle Olimpiadi di Roma, conquistando il bronzo a squadre nel Fioretto, la sua specialità. Lo stesso anno conquistò anche il titolo italiano assoluto, il primo di 9 trionfi nazionali, ed il prestigioso "Trofeo Internazionale Baracchini" della Spezia. Durante le olimpiadi romane conosce anche il pallanuotista Gianni Lonzi, che diverrà suo marito.
Nel 1961 esordisce anche nei campionati del Mondo assoluti, a Torino, giungendo al 4º posto nella competizione a squadre. Il 1962 è l'anno della prima medaglia iridata assoluta, bronzo a squadre ai mondiali di Buenos Aires, nel concorso individuale giunge al 6º posto. L'anno successivo il mondiale si disputò in Polonia, a Danzica, con la squadra fu ancora bronzo, nella gara individuale sfiorò la medaglia giungendo al 5º posto. Il 1964 è l'anno della seconda partecipazione olimpica. A Tokio conquista un altro bronzo, stavolta individuale, e il 4º posto nella gara a squadre. Nel 1965, a Parigi, arriva un altro bronzo a squadre. Dopo un opaco mondiale a Mosca, l'anno dopo a Montréal la Ragno conquista l'argento individuale, sconfitta in finale dalla moscovita sovietica Aleksandra Zabelina. Alle Olimpiadi di Città del Messico del 1968, si ferma ai primi turni del fioretto.
Segue un quadriennio privo di risultati di rilievo. Si ferma per un certo periodo per il matrimonio, con il pallanuotista Gianni Lonzi, della prima maternità e della morte del padre, e nel frattempo arriva anche il trasferimento a Firenze, al "Circolo Raggetti" sotto la guida di Ugo Pignotti. In Italia continua a confermarsi, vincendo i campionati italiani nel 1969, 1971 e 1972. In ambito internazionale vince la classifica di Coppa del Mondo, la prima edizione della storia del Fioretto femminile. A 32 anni partecipa alla sua quarta Olimpiade senza particolari ambizioni, ma proprio a Monaco la Ragno diventa campionessa olimpica di fioretto individuale; finito l'evento, si ritira dall'attività agonistica. Ha un altro figlio dal marito.

## Il riconoscimento di una carriera
Nel 2004 viene inserita della "Hall of Fame" degli atleti veneziani, riconoscimento prestigioso di una grandissima carriera.
Il 13 dicembre del 2005 è stata anche tedofora olimpica per Torino 2006 in occasione del passaggio della torcia a Firenze, sua città d'adozione.

## Palmarès

### Risultati élite
In carriera ha ottenuto i seguenti risultati:
Giochi olimpici
Individuale
- Oro nel fioretto a Monaco di Baviera 1972
- Bronzo nel fioretto a Tokyo 1964

A squadre
- Bronzo nel fioretto a Roma 1960

Mondiali
Individuale
- Argento nel fioretto a Montréal 1967

A squadre
- Bronzo nel fioretto a Buenos Aires 1962
- Bronzo nel fioretto a Danzica 1963
- Bronzo nel fioretto a Parigi 1965

Coppa del Mondo
Individuale
- nella classifica generale del fioretto 1971-72

Campionati italiani
Individuale
- Oro nel fioretto nel 1960
- Oro nel fioretto nel 1961
- Oro nel fioretto nel 1962
- Oro nel fioretto nel 1964
- Oro nel fioretto nel 1965
- Oro nel fioretto nel 1968
- Oro nel fioretto nel 1969
- Oro nel fioretto nel 1971
- Oro nel fioretto nel 1972

A squadre

### Risultati giovani
Mondiali giovanili
Individuale
- Argento nel fioretto a Leningrado 1960

A squadre